# Martin Dollinger
Martin Dollinger (* 2. März 1987 in Innsbruck) ist ehemaliger österreichischer Fußballspieler.

## Vereinskarriere

### Karrierebeginn und erste Einsätze als Kooperationsspieler
Martin Dollinger begann seine Vereinskarriere als Fußballspieler im September 1995 im Nachwuchsbereich des SV Axams und wechselte nach drei Jahren in den Nachwuchs Innsbrucker SK. Über dieses schaffte er im Jahr 2001 den Sprung in das Bundesnachwuchszentrum Tirol (BNZ Tirol). Dort durchlief er sämtliche Nachwuchsspielklassen und stand spätestens im Jahr 2005 erstmals im Profikader des FC Wacker Tirol, der zur damaligen Zeit noch über keine eigene zweite Mannschaft verfügte. Im selben Jahre wurde er – zusammen mit Markus Seelaus – als Kooperationsspieler an die in der drittklassigen Regionalliga West spielende WSG Wattens abgegeben. Im Erstrundenspiel gegen den Salzburger AK 1914 kam Dollinger am 29. Juli 2005 bei einer 1:2-Niederlage seines Teams zu seinem Debüt im Herrenfußball, als er in Minute 72 für Bojan Stojadinović auf den Rasen kam. Unter Georg Saringer, der die Wattener erst im Sommer übernommen hatte, kam Dollinger in insgesamt acht Regionalligaspielen zum Einsatz und erzielte bei seinem dritten Match am 8. Oktober 2005 bei einem 2:0-Heimsieg über den SC Austria Lustenau seinen ersten Pflichtspieltreffer im Erwachsenenbereich. Nachdem Saringer in der Winterpause durch Thomas Pfeiler ersetzt worden war, fand der gebürtige Innsbrucker keine Berücksichtigung mehr im Kader des Kooperationspartners und kehrte im Sommer 2006 wieder zu seinem Stammverein zurück.

### Bundesligadebüt für Wacker Tirol
Weil Wacker-Obmann Gerhard Stocker auf eine eigene Amateurmannschaft verzichtete und stattdessen auf den Kooperationsverein aus Wattens setzte, wo Dollinger jedoch keine Rolle spielte, blieb dieser in der Saison 2006/07 im Profikader. Anfangs gehörte er noch nicht einmal zum erweiterten Kader, debütierte aber am 1. Oktober 2006 unter František Straka beim 2:0-Heimsieg gegen den SK Sturm Graz im Profifußball, als er in der 88. Minute für Andreas Hölzl eingewechselt wurde. Kurz zuvor war er bereits beim frühen Ausscheiden seiner Mannschaft in der ersten Runde des ÖFB-Cups 2006/07 zum Einsatz gekommen. Ab Anfang November 2006 brachte es der Mittelfeldakteur zu vermehrten Bundesligaeinsätzen und erzielte bei seinem vierten, einem 2:1-Heimerfolg über den FC Red Bull Salzburg, nach Brzęczek-Vorlage seinen ersten und einzigen Bundesligatreffer in seiner Karriere. Nach der Winterpause absolvierte er noch mehrere Bundesligaeinsätze, wurde jedoch nach dem Abgang von Straka und der interimistischen Übernahme durch den bisherigen Co-Trainer Klaus Vogler nicht mehr berücksichtigt.
Auch unter Lars Søndergaard, der den mittlerweile als FC Wacker Innsbruck firmierenden Klub im Sommer 2007 übernommen hatte, sowie unter dessen Nachfolger, Helmut Kraft, der den Dänen Ende Oktober 2007 ablöste, kam Dollinger nicht über die Reservistenrolle hinaus. Zwar brachte es der 1,81 m große Mittelfeldspieler immer wieder zu Einsätzen, spielte davon jedoch nur einmal durch und hatte am Saisonende 2007/08 21 Meisterschaftsspiele (+ 1 Tor) zu Buche stehen. Mit ein Grund hierfür war, dass er zu dieser Zeit seinen Präsenzdienst beim Bundesheer ableistete und dadurch kaserniert war, was zu weniger Einsätzen des jungen Offensivakteurs führte. Mit den Innsbruckern konnte er sich über die gesamte Saison hinweg nicht von den hinteren Tabellenplätzen lösen und stieg mit der Mannschaft am Ende als Letztplatzierter in die zweitklassige Erste Liga ab.

### Wechsel in die 2. Liga und lange Sperre
Den Wechsel in die Zweitklassigkeit ging Dollinger nicht mit Wacker Innsbruck, sondern wechselte im Sommer 2008 zum ebenfalls in dieser Liga spielenden FC Lustenau 07, für den er am 11. Juli 2008 bei einem 1:1-Remis über den FC Gratkorn und mit dem einzigen Treffer seiner Mannschaft seinen Einstand feierte. Auf dem besten Weg unter Eric Orie zur Stammkraft zu werden, warf ihn eine Adduktorenverletzung bereits wenige Runden nach Saisonstart wieder zurück. In den folgenden Monaten nahm er nur unregelmäßig am Spielbetrieb teil und saß oftmals nicht einmal auf der Ersatzbank. Nachdem Orie im März 2009 nach über zehnjähriger Tätigkeit als Spieler und Trainer der Lustenauer von Nenad Bjelica abgelöst worden war, erhielt Dollinger keine weiteren Einsätze mehr. Am 4. Mai 2009 wurde er fristlos entlassen, nachdem er – als Zuschauer von der Tribüne kommend – den Schiedsrichterassistenten René Zechner gewürgt und einem Ordner ins Gesicht geschlagen hatte. Zusätzlich wurde Dollinger für 20 Spiele gesperrt. Bis zu diesem Zeitpunkt hatte er es auf elf Meisterschaftseinsätze und einen Einsatz im ÖFB-Cup 2008/09 gebracht. Nachdem Dollinger Berufung eingelegt hatte, blieben noch zwölf Spiele Sperre übrig.

### Rückzug in den Amateurfußball
Nach Monaten der Vereinslosigkeit wurde ihm im Dezember 2009 ein Wechsel zu Fortuna Sittard in die zweithöchste niederländische Liga in Aussicht gestellt, der trotz drei verschiedener Probetrainings jedoch kurz vor Vertragsabschluss nicht zustande kam. Dollinger heuerte daraufhin bei der Spielgemeinschaft zwischen dem SV Axams und dem SV Götzens in der Regionalliga West an. In der zu diesem Zeitpunkt noch von Heimo Pfeifenberger trainierten Mannschaft agierte er rasch als Stammspieler und konnte nach drei Regionalligaeinsätzen bereits zwei Tore verzeichnen. Bei seinem dritten Einsatz wurde er jedoch aufgrund eines schweren Foul mit einer roten Karte frühzeitig vom Feld geholt und erhielt in weiterer Folge zwei Spiele Sperre. Nachdem Florian Schwarz bis Saisonende das Traineramt übernommen hatte, wurde der Mittelfeldakteur nach Ablauf seiner Rotsperre in allen restlichen Ligapartien eingesetzt. Sportlich weit abgeschlagen schied der mit der SPG, die 24 ihrer 30 Spiele verloren hatte, als Vorletzter der Regionalliga West in die viertklassige Tiroler Liga ab.
Nach dem frühen Aus in der Vorrunde zum ÖFB-Cup 2010/11 gegen die SVG Reichenau startete Dollinger als Goalgetter in die Viertklassigkeit. Bis zur Winterpause hatte es der vermehrt als Stürmer eingesetzte Spieler auf Einsätze in allen 17 Ligapartien gebracht, dabei 13 Tore erzielt und rangierte mit der Mannschaft auf dem zweiten Tabellenplatz. In der Winterpause 2010/11 wechselte er nach Oberösterreich zur Union Thalheim, während er in Gmunden lebte und kam bei acht Einsätzen in der sechstklassigen Bezirksliga Süd zu ebenso vielen Treffern.
Im Sommer 2011 erfolgte ein Wechsel zum SV Straßwalchen, bei dem der Offensiv-Allrounder allerdings zu keinen Einsätzen kam. Erst im Sommer 2012 schloss er sich wieder seinem Heimatverein, dem SV Axams, der mittlerweile nicht mehr in einer SPG in Erscheinung trat, an. Über die gesamte Saison 2012/13 hinweg kam er in 19 Ligaspielen zum Einsatz und erzielte mit 19 Treffern die Hälfte aller in dieser Spielzeit von der Mannschaft geschossenen Tore. In der Spielzeit 2013/14 gehörte er ebenfalls dem Fünftligisten an und brachte es bis zur Winterpause auf fünf Tore bei zehn Einsätzen und wechselte in weiterer Folge zum FC Zirl in die viertklassige Tiroler Liga. Er erzielte bis zum Saisonende neun Treffer bei 13 Meisterschaftseinsätzen und schaffte mit der Mannschaft knapp den Klassenerhalt. Nach einigen Monaten ohne Verein heuerte er in der Winterpause 2014/15 bei der SVg Mayrhofen in der fünftklassigen Landesliga Ost an, verließ die Zillertaler allerdings bereits wieder zu Saisonende, nachdem er es auf sechs Tore in acht Spielen gebracht hatte.
Abermals war es der SV Axams, dem sich Dollinger im Sommer 2015 anschloss, diesen jedoch nach elf Ligaspielen und ebenso vielen Treffern im nachfolgenden Winter wieder verließ. Nachdem er abermals einige Monate lang vereinslos gewesen war, schloss er sich dem SV Götzens in der achtklassigen Bezirksliga West an und absolvierte bis zur Winterpause zwölf Meisterschaftsspiele, in denen er viermal zum Torerfolg kam. Im Frühjahr 2017 kam er daraufhin zu keinen weiteren Einsätzen und lief erst wieder im Sommer 2017 für den Klub aus Götzens auf. Dabei kam er bis zur nachfolgenden Winterpause in sieben Spielen zum Einsatz, erzielte vier Tore und ließ seine Karriere ab dem Frühjahr 2018 beim SV Axams ausklingen. Dabei kam er 2017/18 noch in zehn Ligapartien zum Einsatz, erzielte sechs Tore und kam danach bis zur Winterpause 2018/19 auf weitere acht Spiele und ein Tor, ehe er seine Karriere als Aktiver endgültig beendete.
Neben seiner Laufbahn als Spieler trat er immer wieder auch als Fußballtrainer im Nachwuchsbereich in Erscheinung. Im Jahr 2023 war er im Erwachsenenbereich zudem Co-Trainer der nunmehrigen SPG zwischen dem SV Axams und dem FC Grinzens.

## Nationalmannschaftskarriere
In seiner Jugend kam Dollinger für die U-17-, U-18-, U-19- und U-20-Nationalmannschaften seines Heimatlandes zum Einsatz.